# 刘佳晨
刘佳晨（1972年3月4日—），男，汉族，河北丰南人，中华人民共和国政治人物。1999年3月参加工作，1992年1月加入中国共产党。清华大学自动化系本科毕业，研究生学历，工学博士。

## 生平
1998年在清华大学获得科学硕士学位后，前往美国罗格斯大学求学，获博士学位。1999年进入霍尼韦尔担任软件工程师。
2002年，辽宁省面向海外招聘领导干部，刘佳晨取得第一名。获得录用后的他于2003年回国，曾任大连市信息产业局副局长、共青团大连市委书记，市青联主席。2007年，任中共大连市中山区委副书记、区长。2009年，任共青团中央统战部副部长，并兼任全国青联副秘书长。2010年8月，任共青团中央统战部部长、全国青联秘书长。2013年2月，他当选第十二届全国政协委员，代表中国共产主义青年团人士。2013年6月，当选为共青团第十七届中央委员会常委。
2016年4月，任中共云南省丽江市委专职副书记。
2018年1月，任云南省国土资源厅厅长；2021年1月，任云南省昆明市委副书记、昆明市人民政府副市长、昆明市人民政府代市长，云南滇中新区党工委副书记、管委会主任。同年2月，正式獲任命為昆明市人民政府市长。刘佳晨任内于2021年底参加昆明半马，之后多次参加马拉松赛。2023年12月31日参加2023上合昆明马拉松赛，他以3小时47分48秒的成绩完赛，而完赛证书亦为其本人签名。2024年12月29日，他再次参加上合昆明马拉松，以3小时37分31秒的净成绩刷新个人最快成绩，被跑友称为“跑得最快的市长”。
2025年1月21日，刘佳晨因为涉嫌严重违纪违法，接受云南省纪委监委纪律审查和监察调查。刘佳晨是2025年首个任内被查的省会城市市长，亦是继张祖林和王喜良之后，第三位被查的昆明市市长。5月26日，云南省十四届人大常委会第十七次会议决定提请罢免其 第十四届全国人大代表资格。